# Министарство просвјете и културе Републике Српске
Министарство просвјете и културе Републике Српске је једно од министарстава Владе Републике Српске које се бави просвјетом и културом Републике Српске. Садашњи министар просвјете и културе Републике Српске је Жељка Стојичић.

## Организација
У циљу остваривања максималне ефикасности и ефективности приликом извршавања послова у Министарству просвјете и културе Републике Српске се образују сљедеће организационе јединице:
- Ресори
- Секретаријат
- Кабинет министра
- Јединица за нормативне и заједничке послове
- Одјељења
- Одсјек

У саставу Министарства налазе се сљедеће републичке управне организације:
- Републички педагошки завод,
- Завод за образовање одраслих,
- Републички завод за заштиту културно-историјског и природног насљеђа,
- Архив Републике Српске и
- Републички секретаријат за вјере.

## Признања
- Споменица Српског просвјетног и културног друштва „Просвјета“ за помоћ у његовању српске културе и духовности, у Билећи. 27. јуна 2012.[1][2]